# Branislav Milošević
Branislav Milošević (ser. cyr. Бранислав Милошевић, ur. 13 maja 1988 w Valjevie) – serbski piłkarz występujący na pozycji prawego obrońcy w serbskim klubie Proleter Nowy Sad. 